# Бугульчанская СЭС
Бугульчанская СЭС (баш. Бөгөлсән ҡояш электр станцияһы) — солнечная электростанция на территории Куюргазинского района Башкортостана рядом с селом Бугульчан. Первая очередь на 5 МВт введена в эксплуатацию в декабре 2015 года. Вторая очередь на 5 МВт введена в эксплуатацию 21 октября и третья — 14 ноября 2016 года. . Является второй солнечной электростанцией Башкортостана (без учёта мини-СЭС).

## История
В период с 2015 по 2018 годы на территории Башкортостана было запланировано возведение сети из нескольких солнечных электростанций. Первой из запланированных началось строительство станции в Бугульчане 21 апреля 2015 года. Ввод первой очереди на 5 МВт был намечен на июль, однако состоялся лишь 25 декабря 2015 года. 21 октября министр энергетики Российской Федерации Александр Новак запустил в режиме видеомоста вторую очередь мощностью 5 МВт. 14 ноября 2016 года Компания «Хевел» (совместное предприятие ГК «Ренова» и АО РОСНАНО) ввела в эксплуатацию третью очередь Бугульчанской солнечной электростанции (СЭС) мощностью 5 МВт.
Бугульчанская СЭС должна была стать первой промышленной солнечной электростанцией Башкортостана, однако открытие более мощной Бурибаевской СЭС состоялось на два месяца раньше, несмотря на более поздний срок начала строительства.
| Очередь | Название        | Мощность | Ввод            |
| ------- | --------------- | -------- | --------------- |
| 1       | Матраевская СЭС | 5 МВт    | 25 декабря 2015 |
| 2       | Акъярская СЭС   | 5 МВт    | 21 октября 2016 |
| 3       | АСТ Башкирская  | 5 МВт    | 14 ноября 2016  |

Строительство первой очереди обошлось в 600 миллионов рублей.
Фотомодули произведены российской компанией «Хевел».